# Puttipat Kaewsawad
Puttipat Kaewsawad (thailändisch พุฒิพัสส์ แก้วสวัสดิ์; * 12. Oktober 2005 in Bangkok) ist ein thailändischer Fußballspieler.

## Karriere
Puttipat Kaewsawad erlernte das Fußballspielen in der Jugend von UD Levante im spanischen Valencia. Im Juli 2023 ging er nach Österreich. Hier schloss er sich in St. Pölten der Jugend vom SKN St. Pölten an. Anfang April 2024 wechselte er auf Leihbasis nach Singapur, wo er sich dem Erstligisten Hougang United anschloss. Sein Erstligadebüt gab Kaewsawad am 10. Mai 2024 (1. Spieltag) im Heimspiel gegen die Lion City Sailors. Bei der 1:4-Heimniederlage wurde er nach der Halbzeitpause für Nazhiim Harman eingewechselt. 